# Fernando Sor

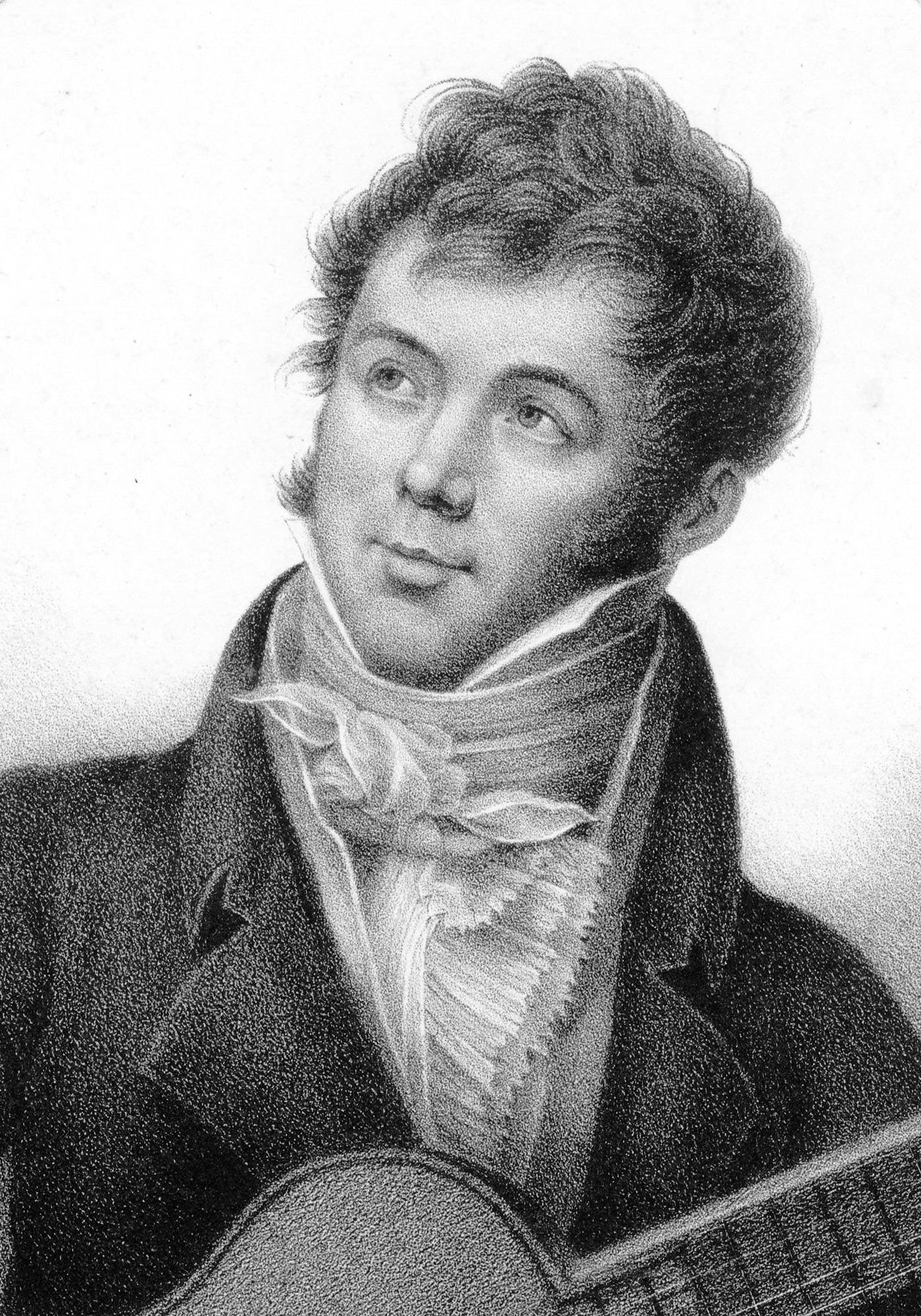
Ritratto di Fernando Sor

Josep Ferran Macari Sor i Muntades (Barcellona, 13 febbraio 1778 – Parigi, 10 luglio 1839) è stato un chitarrista e compositore spagnolo.

## Biografia
Nato in una famiglia piuttosto agiata, Sor discendeva da una lunga stirpe di soldati e intendeva continuare la tradizione, ma fu distolto da questo proposito quando il padre gli fece conoscere l'opera. Si innamorò della musica e abbandonò la carriera militare.
All'età di dodici anni fu indirizzato dal padre allo studio dell'armonia presso il famoso Monastero di Montserrat, dove il direttore Anselmo Viola lo ebbe  come allievo prediletto; quando suo padre morì, la madre lo fece tornare a casa poiché non poteva sostenere più il mantenimento del figlio al monastero.
È a Montserrat che Sor iniziò a scrivere i suoi primi brani. Nel 1808, quando Napoleone Bonaparte invase la Spagna, iniziò a scrivere brani per la chitarra, spesso accompagnati da testi patriottici.
Dopo la sconfitta dell'esercito spagnolo, Sor accettò un lavoro nell'amministrazione del governo occupante. Quando gli spagnoli cacciarono i francesi nel 1813, Sor e molti altri artisti e aristocratici che avevano sostenuto i francesi lasciarono la Spagna, temendo di essere puniti. Andò a Parigi, e non tornò più nel suo paese.
Cominciò a guadagnare notorietà a Parigi per le sue capacità di compositore e per l'abilità nel suonare la chitarra, finendo per suonare in tutta Europa. Nel 1827, anche a causa dell'avvicinarsi della vecchiaia, decise di stabilirsi a Parigi e di viverci per il resto della vita. In questo periodo compose molti dei suoi migliori lavori.
Fece parte dei grandi concertisti preromantici giunti a Parigi, tra cui Dionisio Aguado, Ferdinando Carulli, Francesco Molino.
Il suo ultimo lavoro fu una messa in onore della figlia la cui morte, avvenuta nel 1837, aveva lasciato Sor, che già aveva una salute cagionevole, in uno stato di profonda depressione: morì due anni dopo, nel 1839.

## Stile e tecnica
Una citazione di William Newman riassume lo stile di Sor:
"Le sonate di Sor hanno un alto valore creativo. Le idee, che nascono dallo strumento ma che stanno in piedi abbastanza bene anche da sole, sono fresche e particolari. L'armonia è abilmente e sorprendentemente variata, con audaci cambi di tonalità e ricche modulazioni nelle sezioni di sviluppo. Anche la struttura è interessante, con gli spostamenti melodici dalla voce alta, alla bassa, all'intermedia, e frequenti aggiunte di accenni contrappuntistici. Nelle forme musicali più ampie, l'allegro dei primi movimenti mostra ancora considerevole flessibilità nell'applicazione della "forma sonata", specialmente nel gran numero di idee presentate e richiamate. In questo caso, lo stile richiama quello di Haydn e Boccherini, specialmente nel primo movimento dell'Op. 22, che ha tutta la pulizia di sintassi e accompagnamento che si può trovare in una sinfonia classica, e il suo terzo e quarto movimento, che potrebbero proprio essere scambiati per un Minuetto e Rondo di Haydn."
Tuttavia, Stanley Yates contesta con decisione questa interpretazione nel saggio "Sor guitar sonatas: form and style", (reperibile sul sito dello studioso all'indirizzo http://www.stanleyyates.com/writings/sor.pdf Archiviato il 30 giugno 2016 in Internet Archive.). Sulla base di una puntigliosa analisi delle opp. 14, 15b, 22, 25 e 30 l'autore riconosce per le opere giovanili le influenze dell'ouverture operistica italiana e della sinfonia di impronta austro-francese ("...Italian opera overture -sic- and Austro-French symphony" p. 3) e per le più tarde opp. 25 e 30 un approccio formale più personale. Tra gli autori contemporanei con cui Sor ha avuto una sicura consonanza, Yates menziona in particolare Pleyel e Cramer.
Fernando Sor riveste un ruolo di massima importanza nello sviluppo della tecnica chitarristica del XIX secolo, e il suo Méthode de Guitare ha costituito a lungo un punto di riferimento per i maestri dello strumento, insieme ai metodi di illustri contemporanei come Mauro Giuliani e Dionisio Aguado. La tecnica che Sor sviluppò sullo strumento presenta alcuni aspetti decisamente peculiari. Egli rifiutava l'uso dell'anulare nella melodia, riservandolo solo all'esecuzione degli accordi (o arpeggi su accordi) che rendevano arduo lo scivolamento del pollice lungo le corde più gravi; quando possibile, prediligeva l'uso del solo pollice per i bicordi al basso. Nelle scale si asteneva il più delle volte dal ribattere sulla stessa corda con le dita della mano destra, preferendo suonare la prima nota e poi legare le successive con la mano sinistra. Per quanto riguarda le unghie della mano destra, egli rifiuta il loro uso con molta decisione.

## Composizioni
Opere per chitarra sola
Fantasie
- Fantasia n°1 in La maggiore op. 4
- Fantasia n°2 in Do minore op. 7 (dedicata a Ignaz Pleyel)
- Fantasia n°3 in Fa maggiore op. 10
- Fantasia n°4 in Do maggiore op. 12
- Fantasia n°5 o Variazioni su "Nel mio cor più non mi sento" di Paisiello op. 16
- Fantasia n°6 Les Adieux op. 21
- Fantasia e Variazioni Brillanti op. 30
- Fantasia e Variazioni su un'Aria scozzese op. 40 (dedicata a Mary Jane Burdett)
- Fantasia in La maggiore Souvenirs d'amitié op. 46 (dedicata a Giulio Regondi)
- Fantasia villageoise op. 52 (dedicata a Dionisio Aguado)
- Fantasia facile in La minore op. 58 (dedicata a Madame Boischevalier)
- Fantasia elegiaca in Mi minore (A la mort de Madame Beslay) op. 59
- Fantasia in Re maggiore

Sonate
- Grand Solo in Re maggiore op. 14
- Sonata in Do maggiore op. 15b
- Grand Sonate in Do maggiore op. 22
- Grand Sonata in Do minore op. 25

Studi
- Douze Etudes op. 6
- Douze Etudes op. 29
- Vingt quatre leçons op. 31
- Vingt quatre exercises op. 35
- Vingt-quatre petites pièces progressives op. 44
- Studi dal Metodo op. 60

Temi con variazioni
- Tema variato con Minuetto op. 3
- Introduzione e Variazioni su un tema di Mozart ("Il flauto magico") op. 9
- Les folies d'Espange con Minuetto op. 15a
- Tema variato in Do maggiore op. 15c
- Introduzione e Tema variato op. 20
- Introduzione e Variazioni su "Que ne suis-je la fougère!" op. 26
- Introduzione e Variazioni su "Gentil houssard" op. 27
- Introduzione e Variazioni su "Marlbrough s'en va-t-en guerre" op. 28

Altre composizioni
- Six petites pièces op. 5
- 6 Divertimentos op. 8
- Deux thêmes variés et douze menuets op. 11
- 6 Divertimentos op. 13
- 6 Waltzes op. 17
- 6 Waltzes op. 18
- Six Airs from the Magic Flute op. 19
- Huit petites pièces op. 24
- 6 petite petites pièces op. 32
- 3 Society pieces op.33
- Sérénade op. 37
- Mes ennuis, six bagatelles op. 43
- 6 easy pieces Est-ce bien ça? op. 48
- Le calme, Caprice op. 50
- A la bonne heur, 6 waltzes op. 51
- Morceau de concert op. 54a
- Souvenirs d'une soirée à Berlin op. 56

Metodi per chitarra
- Introduction à l'etude de la guitare op. 60
- Studi scelti (compilati dopo la morte di Sor da Napoléon Coste)

Opere per due chitarre
- L'encouragement op. 34
- Divertissement op. 38
- Six valses op. 39
- Le deux amis op. 41 (dedicata a Dionisio Aguado)
- Six valses faciles op. 44 bis
- Divertissement militaire op. 49
- Le premier pas vers moi op. 53
- Fantaisie op. 54 bis
- Trois duos op. 55
- Trois petit divertissements op. 61
- Divertissement op. 62
- Souvenir de Russie op. 63
- Bolero

Opere per canto e chitarra
- Seguidillas boleras
- Three Italian Ariettes, 10 volumi
- Three Italian Duets, 2 volumi

Musica da camera
- 12 walzes per pianoforte
- 30 walzes per pianoforte a quattro mani
- 3 pièces per harp-guitar
- Marcia funebre per harp-guitar
- Tre quartetti per archi

Musica sinfonica
- Sinfonia n°1 in Do
- Sinfonia n°2 in Mi bemolle
- Sinfonia n°3 in Fa
- Concerto per violino
- Concerto per chitarra (perduto)

Balletti
- La Foire de Smyrne
- Le Seigneur Généreux
- Cendrillon
- Alphonse et Léonore
- Hercule et Omphale
- Le Sicilien ou l'Amour Peintre
- Hassan et le Calife ou le Dormeur Eveillé
- The Fair Sicilian or the Conquered Coquette (= La belle Arsène)
- Arsène ou la Baguette Magique

Opere
- Telemaco
- Don Trastullo
- El Monje de San Bernardo